# Edmar Victoriano
Edmar Monteiro dos Santos Victoriano, detto Baduna (Luanda, 1º novembre 1975), è un ex cestista angolano.
È il fratello di Justino e Ângelo Victoriano.

## Carriera
Con l'Angola ha disputato tre edizioni dei Giochi olimpici (Atlanta 1996, Sydney 2000, Atene 2004), i Campionati mondiali del 2002 e cinque edizioni dei Campionati africani (1995, 1997, 1999, 2001, 2003).